# Сассари
Са́ссари (итал. Sassari, сард. Tàtari) — город в итальянском регионе Сардиния, административный центр одноимённой провинции, второй по величине и значению в регионе после столицы Кальяри.
Покровителем города считается святитель Николай Чудотворец, престольный праздник которого отмечается 6 декабря.

## Территория и климат
Сассари — главный город северной части Сардинии, расположен в 12 км от моря, на известняковом плато, изрезанном долинами и ущельями, понижающемся в северо-западном направлении к заливу Азинара. К юго-востоку преобладает холмистая местность. Территория богата водой; наличие более 400 источников и артезианских скважин способствует развитию огородничества. Город окружён оливковыми плантациями, виноградниками, садами и огородами, которые начиная с XIX века пришли на смену смешанным лесам с преобладанием дуба и средиземноморскому маквису.
Климат Сассари — субтропический средиземноморский, с мягкой дождливой зимой и жарким сухим летом. Снегопады бывают, но редко. Летом температура воздуха достигает 40 градусов. Зона сейсмической активности — 4 (опасность минимальна).
| Сассари                                    | Янв  | Фев  | Мар  | Апр  | Май  | Июн  | Июл  | Авг  | Сен  | Окт  | Ноя  | Дек  |
| ------------------------------------------ | ---- | ---- | ---- | ---- | ---- | ---- | ---- | ---- | ---- | ---- | ---- | ---- |
| Средняя максимальная температура (°C)      | 11.1 | 12.0 | 15.0 | 19.0 | 29.1 | 32.5 | 36.0 | 35.3 | 26.0 | 21.8 | 16.8 | 12.8 |
| Средняя минимальная температура (°C)       | 5.4  | 5.7  | 7.5  | 10.0 | 13.0 | 16.4 | 19.4 | 19.5 | 17.0 | 14.0 | 10.0 | 6.5  |
| Норма осадков (мм)                         | 65   | 68   | 51   | 45   | 25   | 13   | 5    | 12   | 39   | 76   | 104  | 89   |
| Количество дней с осадками                 | 9    | 9    | 8    | 7    | 5    | 2    | 1    | 2    | 4    | 7    | 10   | 10   |
| Продолжительность солнечного света (часов) | 127  | 152  | 186  | 223  | 270  | 310  | 350  | 316  | 257  | 202  | 143  | 115  |

Источник: EU Climate Data

## История

### Древний период
Археологические находки в окрестностях Сассари свидетельствуют о заселении этой местности человеком в донурагическую и нурагическую(с XVII века до н. э. до II века до н. э.) эпохи.

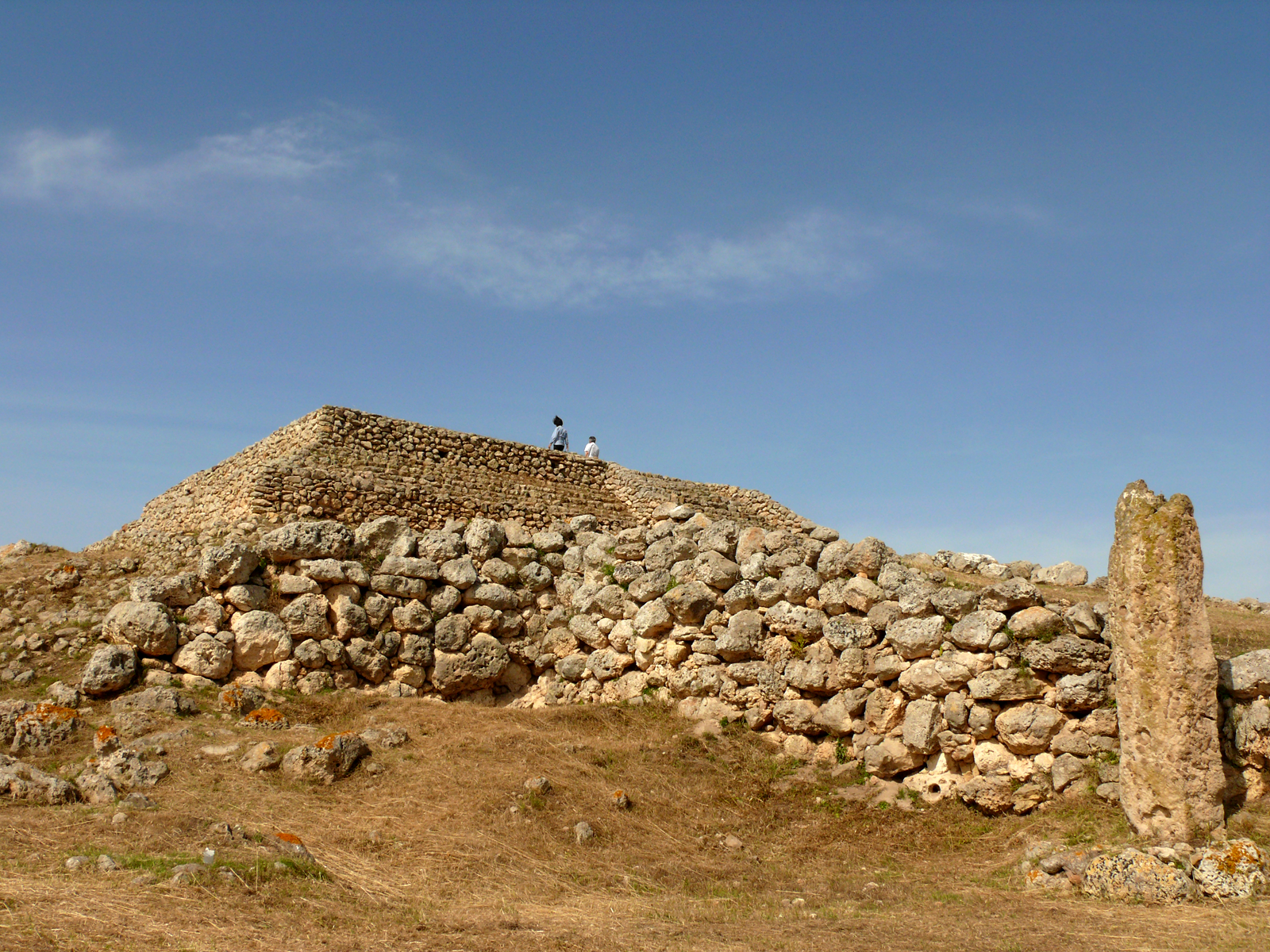
Сардинский зиккурат в Монте д’Аккоди

В 11 км от Сассари, в Монте д’Аккоди, расположен Сардинский зиккурат — развалины храма эпохи медного века (3-2 тыс. до н. э.), по конструкции напоминающего месопотамские зиккураты и не имеющего аналогов нигде в Европе.
В Ли Пунти, пригороде Сассари, находится «домус де джанас» под названием «Монталѐ». «Домус-де-Джанас» (с сардинского — «дом фей») — это гробница из нескольких камер, вырубленная в скале, датируемая IV-III тысячелетием до н. э.
Сассари занимает первое место среди провинций Сардинии по количеству нурагов — мегалитических башен в форме усечённого конуса, сложенных из камней сухой кладкой. Их строили с конца II тыс. до н. э. и до захвата Сардинии римлянами в 238 году до н. э. Назначение их неизвестно — они могли служить укреплениями, храмами, жилищами или сочетать данные функции. Нураги часто располагаются в стратегически важных местах — на вершине холма с панорамным обзором. Ближе всего к городу находятся нураги Аттенту, делла Скала, ди Джоскари, ли Луццани, Пьянданна.
О наличии поселений на территории современного Сассари в древнеримскую эпоху свидетельствуют обнаруженные здесь захоронения, фрагменты керамики, римские монеты. Однако, разбросанность данных находок по большой площади означает, что данная территория при римлянах была не городом, а сельской местностью, прилегающей к находившемуся на месте современного Порто-Торреса крупному городу Turris Libyssonis. Здесь проходила главная дорога острова, соединявшая Туррис с Каралисом, современным Кальяри; располагались виллы, сельскохозяйственные предприятия и каменоломни; местные источники снабжали город водой через систему акведуков, частично сохранившихся до наших дней.

### Период юдикатов и свободной коммуны
Сассари впервые появляется на географической карте в 1131 году. В кодексе монастыря Святого Петра в Силки, написанном на сардинском языке в 1065—1180 годах, собраны договоры дарения, наследования, приобретения и другие юридические акты с участием монастыря, из которых можно узнать о жизни средневекового поселения. Данная территория входила тогда в состав юдиката Логудоро, также называемого юдикатом Торреса. 

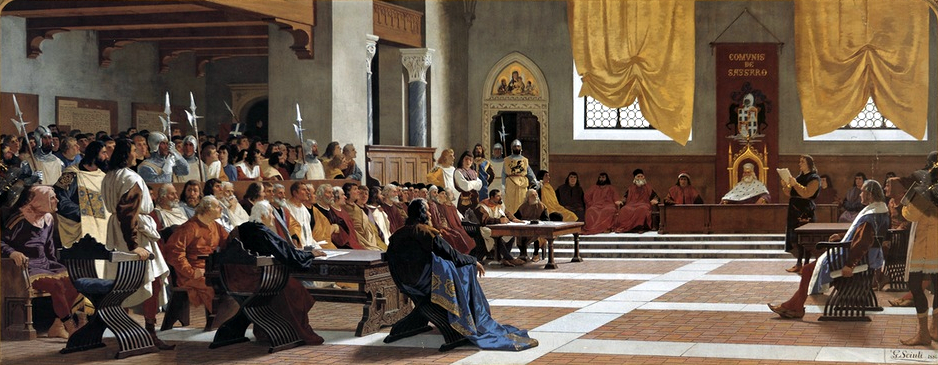
Провозглашение Сассари республикой, Джузеппе Шюти, 1880, Сассари.

До наших дней дошёл список юдекса Баризона II, составленный в 1190 году, содержащий опись пожертвований самого монарха, его жены и сына Костантино II на нужды больницы св. Леонарда, располагавшейся на месте современного района Латте Дольче. С начала XIII века Сассари бурно рос и приобретал черты города, поскольку в нём селились пизанские и генуэзские купцы, ведущие торговлю с сельскохозяйственной северной Сардинией. В это время вследствие борьбы за власть сторонников Пизанской и Генуэзской республик, соседнего юдиката Арборея, Католической церкви, происходит ослабление юдиката Торреса и последовавший в 1259 году его распад. Сассари был последней (после Порто-Торреса и Ардары) столицей юдиката Торреса. Во второй половине XIII века, в условиях безвластия и междоусобиц, жители провозгласили Сассари республикой в форме свободной коммуны под управлением подеста. Население коммуны, союзной сначала с Пизой, а затем с Генуей, составляло тогда около 10000 человек. Основные принципы устройства республиканского города-государства были зафиксированы в «Сассарских статутах» — своде законов в трёх частях, изданном как на латыни, так и на сардинском языке: первая часть определяла структуру органов власти и обязанности должностных лиц, вторая часть — гражданское, а третья — уголовное право. В это время в Сассари строятся каменные городские стены с тридцатью шестью башнями для защиты населения от всевозможных нападений.

### Арагонско-испанский период
В 1297 году папа римский Бонифаций VIII провозглашает существование королевства Сардиния и Корсика и жалует арагонскому королевскому дому право создания данного государства путём завоевания. Несколько десятилетий ушли на подготовку масштабной военной операции, и в 1323 году войска наследника арагонского престола Альфонсо высадились на Сардинии и начали боевые действия против пизанцев. Город Сассари выразил поддержку арагонцам и добровольно вошёл в состав создаваемого Сардинского королевства. В 1324 году войска принца Альфонсо при поддержке генуэзских знатных родов, сассарцев и юдиката Арбореи одержали победу над пизанцами. На отобранных у них территориях и землях коммуны Сассари было создано королевство, входящее в состав Арагонской короны. Независимость была утрачена, власть в Сассари перешла от выборного подеста к губернатору, назначаемому королём Арагонским. Также были разрушены традиционные торговые связи с государствами Северной Италии. Уже через два года горожане взбунтовались против новой власти. 

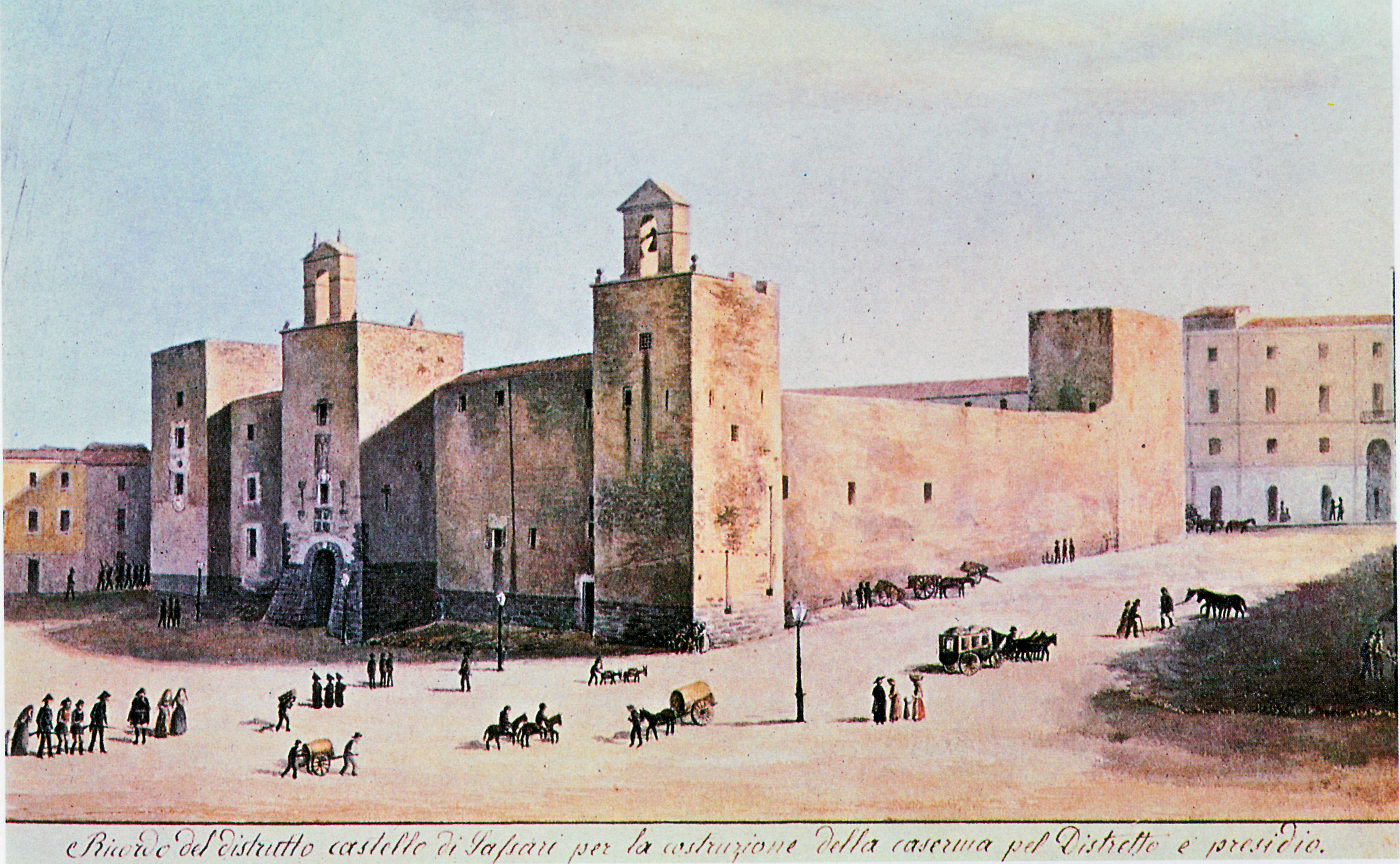
Сассарская крепость, акварель С. Манка ди Морес 1878—1880 г.г.

 Для обеспечения своей безопасности арагонцы в 1330 году построили Сассарскую крепость, в которой разместили гарнизон. В 1331 году Сассари получил статус «città regia», то есть город, непосредственно подчиняющийся королю, обладающий большей автономией, чем город, пожалованный во владение феодалу. Этот статус позволил Сассари иметь местное самоуправление, выборный государственный орган, подконтрольный представителю короля, дал право посылать представителей города в парламент королевства, а также дал правительству города феодальные права над окружающей сельской местностью. Несколько десятилетий арагонцы проводили политику заселения города торговцами и ремесленниками из Каталонии, Валенсии и других областей Испании, но переселенцы не приживались в условиях голода и постоянных войн с соседями. К 1343 году население Сассари сократилось до 5000 человек. После эпидемии чумы 1347—1353 годов, унёсшей большую часть населения острова, юдикат Арборея совместно с генуэзским родом Дориа объявили войну арагонцам и осадили Сассари, но взять его не смогли, так как король Арагона Педро IV пришёл с войсками и заключил в 1355 году мир с Арбореей. Война длились с перерывами до 1420 года; в 1368 году Сассари был взят войсками юдекса Арбореи Мариано IV, а в руках арагонцев остались лишь Кальяри и Альгеро. В последующие десятилетия Сассари переходил из рук в руки, страдал от эпидемий чумы, опустошавших Европу, с 1410 г. по 1420 г. был последней столицей юдиката Арбореи, когда его прежнюю столицу Ористано захватили арагонцы. В 1420 году юдекс Арбореи продал королю Арагонскому Альфонсо V свои права на престол, и наступил мир. Жизнь в городе постепенно нормализовалась: развивались ремёсла, налаживались новые торговые связи, работали местные и приезжие художники, резчики, ювелиры, открывались школы при монастырях. Значительная часть горожан по-прежнему занимались сельским хозяйством на пригородных полях и пастбищах. Сассари вновь стал центром всей северной Сардинии. В последующие три века периоды экономического и культурного процветания города чередовались с периодами упадка и эпидемий. В 1479 году путём слияния арагонского и кастильского престолов возникает королевство Испания, и Сардиния автоматически входит в его состав. В 1527-28 году в Сассари несколько раз вторгались и грабили приходящие с моря французы. Постоянные набеги на портовые города алжирских и турецких пиратов наносили убыток торговле, составляющей основу городской экономики. Постепенно сформировался класс местной аристократии, занятой государственным и феодальным управлением и говорившей на испанском языке, бывшем тогда государственным. Во второй половине XVI века с появлением книгопечатания расцвела гуманистическая мысль, появились поэты и писатели. Однако, свободомыслие было ограничено испанской инквизицией, жёстко контролировавшей культурную жизнь как элиты, так и простолюдинов. В 1562 году иезуиты открыли в Сассари учебное заведение, которое в 1617 году получило статус первого на Сардинии университета. В 1616 году архиепископ А. Канополо открыл в Сассари типографию, а основанная им средняя школа существует и поныне. Сассари — «столица севера» соперничал с Кальяри- «столицей юга» Сардинии: боролся за право проводить у себя заседания сардинского парламента, собиравшегося раз в десять лет для обсуждения политических, экономических и налоговых проблем; ввёл собственный календарь, штаб-квартира инквизиции на Сардинии с 1535 года размещалась в Сассарской крепости. В последние десятилетия испанского владычества ослабление Испанской империи привело к упадку Сассари и других сардинских городов.

### Савойский период
В 1714 году Сардиния по Утрехтскому договору переходит от Испании к Австрии, а в 1720 году — к Савойскому дому. Новая власть пообещала ничего не менять, сохранив устаревшие к тому времени феодальные отношения, ремесленное производство и мелкую торговлю. Только во второй половине XVIII века правительство предприняло попытку модернизации и централизации власти. Часть полномочий перешла от органов городского самоуправления к королевским чиновникам, были ограничены привилегии духовенства, возрождён университет. Общественную жизнь и образование перевели с испанского языка на государственный итальянский, которым до тех пор не пользовался ни простой народ, говоривший на сассарском диалекте сардинского языка, ни аристократия, воспитанная на испанских традициях. Реформа не пользовалась поддержкой населения и не дала желаемых результатов, так как не затронула экономических причин отсталости. В 1780 году в Сассари прошло антиправительственное восстание. 

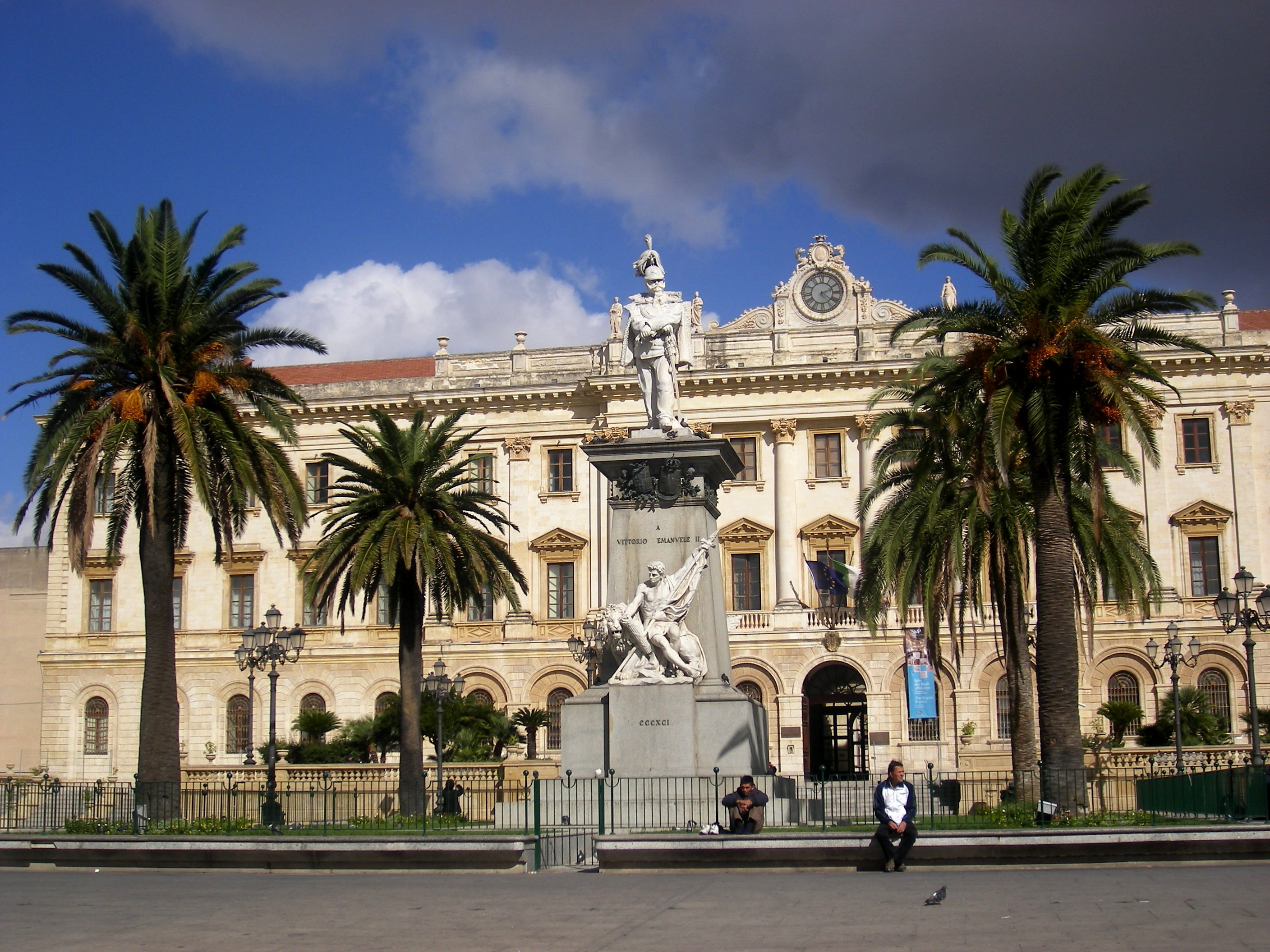
Здание администрации провинции Сассари и пямятник Виктору-Эммануилу II

В конце XVIII века среди образованной части городского населения росла популярность идей Великой французской революции. Раздавались требования самоуправления Сардинии, подтверждения старинных привилегий и занятия всех должностей местными уроженцами. В окрестных деревнях то и дело вспыхивали бунты против непосильных податей и барского произвола. В обстановке нестабильности дворяне и высшее духовенство Сассари в 1794 году обратились к королю с просьбой о защите и о независимости от правительства в Кальяри, то есть о разделении Сардинии на две части. 28 декабря 1795 года вся северная Сардиния поднялась на антифеодальное выступление; восставшие вошли в Сассари, арестовали губернатора и архиепископа и маршем прошли по улицам города. Для наведения порядка в регионе вице-король в феврале 1796 года направил в Сассари судью Королевского суда, сторонника реформ Д. М. Анджой в качестве своего полномочного представителя. Жители города устроили ему триумфальную встречу, приветствуя как освободителя. Д. М. Анджой фактически встал на сторону восставших, поддержал их требования в послании к вице-королю и отказался собирать подати силовыми методами. Несколько месяцев Д. М. Анджой издавал законы, направленные на примирение крестьян с феодалами путём компромиссов. Не получив поддержки от вице-короля, ни от Франции, с которой Сардинское королевство находилось в состоянии войны, он выступил из Сассари во главе революционных сил на Кальяри. Король лишил его всех полномочий и выслал против восставших войска. Д. М. Анджой был покинут большинством сторонников и бежал из страны. Восстание было подавлено. 
В XIX веке Сассари переживает расцвет: возникают промышленные предприятия, банки, город занимает второе место в Италии по производству кожи. Большую часть оборонительных стен, в пределах которых город существовал с XIII века, снесли, чтобы ликвидировать перенаселение и дать городу возможность развития. Были построены новые кварталы с широкими улицами и прямоугольной планировкой, проведены уличное освещение и канализация; открыты новая больница, тюрьма, городской театр, школы. Когда в 1861 году образовалось единое королевство Италия, были построены палаццо администрации провинции Сассари и окружающие его здания на площади Италии. В 1877 году снесли Сассарскую крепость — как символ иностранной оккупации и чтобы освободить место для новой застройки. Строилась железная дорога, было организовано пароходное сообщение между Порто-Торресом и Генуей. В среде интеллигенции развивался интерес к своей земле, её языку и традициям: появились первые научные работы по археологии, лингвистике, истории Сардинии. Вышла в свет «Сассари» — монументальная энциклопедия по истории города, написанная Э. Коста.

### Период современности
В 1915 году, когда Италия вступила в Первую мировую войну, из местных уроженцев была сформирована пехотная бригада «Сассари», понёсшая большие потери и прославившаяся в боях. Во время Второй мировой войны Сассари не был разрушен при бомбардировках войск антигитлеровской коалиции: на город упала всего одна бомба и убила одного человека. Население Сассари увеличивалось за счёт миграции из окрестных сельских районов, в конце XX — начале XXI века появились иммигранты из других стран. Город расширяется за счёт строительства новых жилых и промышленных районов, присоединения пригородов. Сассари сохраняет своё значение экономического и культурного центра всей северной Сардинии.

## Достопримечательности

### Религиозная архитектура

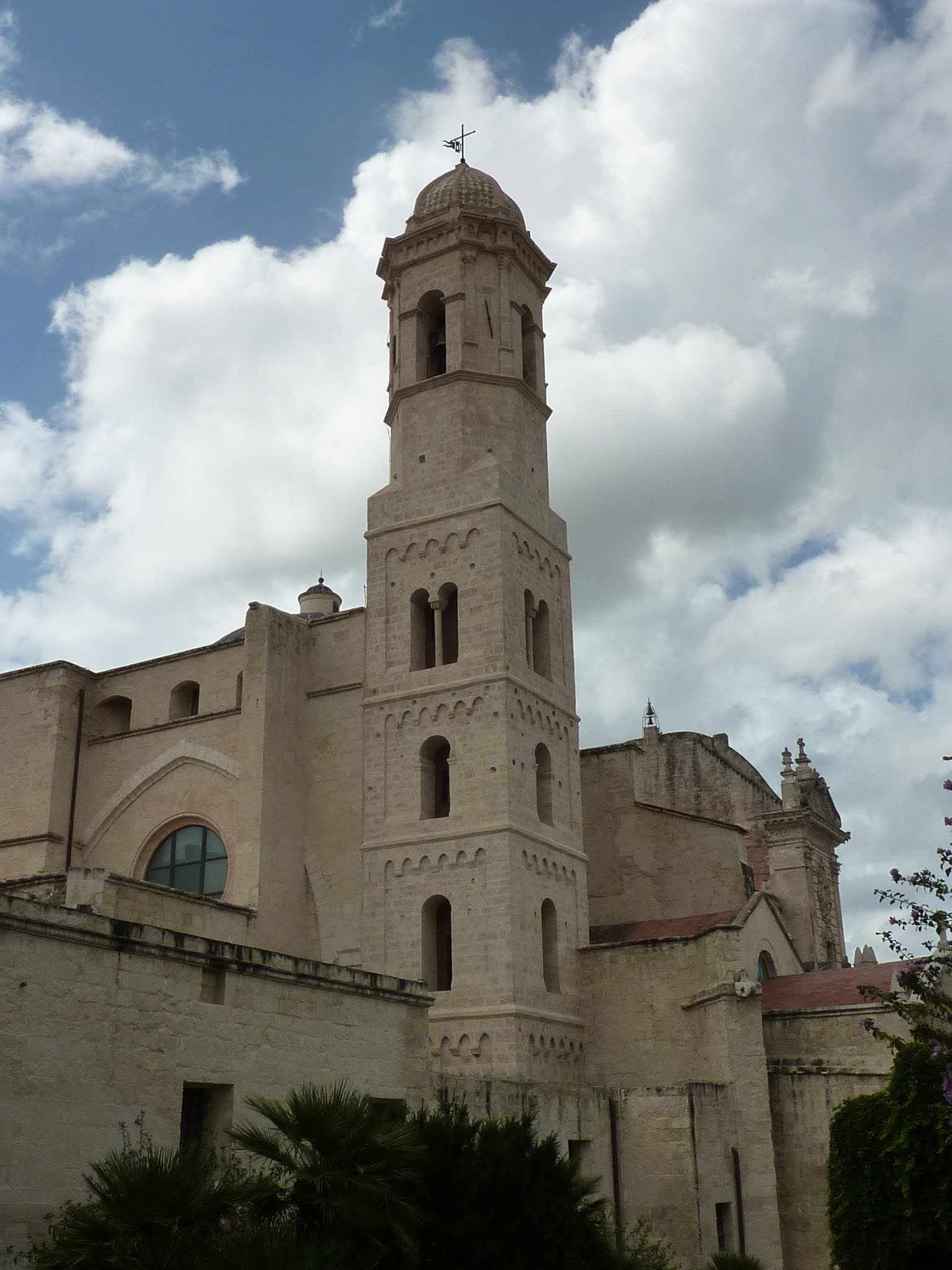
Колокольня собора Св. Николая

- Пещерная церковь в Фунтана Гутьеррес, VII—IX век. Состоит из трёх ниш-апсид с алтарём, выкопанных в известняковом обрыве.
- Церковь Сан-Пьетро в Силки, XI—XVII в. впервые упоминается в 1065 г. в дошедшем до нас кодексе бенедиктинского монастыря. Перестраивалась в XIII в. и XVII в. Классический фасад, разделённый четырьмя лопатками на три части, с полукруглой аркой и тремя окнами, относится к XVII веку. с XIII века сохранились фрагменты кладки однонефного интерьера с четырьмя боковыми капеллами и нижняя часть колокольни. Главный алтарь выполнен из позолоченного резного дерева.
- Собор св. Николая, XII—XVIII в. От романо-ломбардского сооружения XIII в. сохранилась нижняя, квадратная в плане, часть колокольни. Верхняя цилиндрическая её часть с куполом достроена в XVIII веке. После переноса в Сассари в 1441 г. епископской кафедры собор был почти полностью снесён и перестроен в стиле каталанской готики. Богато украшенный фасад в стиле барокко с тремя круглыми арками, статуями святых в нишах и лепным орнаментом появился в XVIII веке. Внутри собор имеет один неф, трансепт и по четыре боковых капеллы с каждой стороны. Главный алтарь — мраморный, в классическом стиле, создан в 1690 г. На нём находится икона XIV века «Мадонна дель боско» сиенской школы.

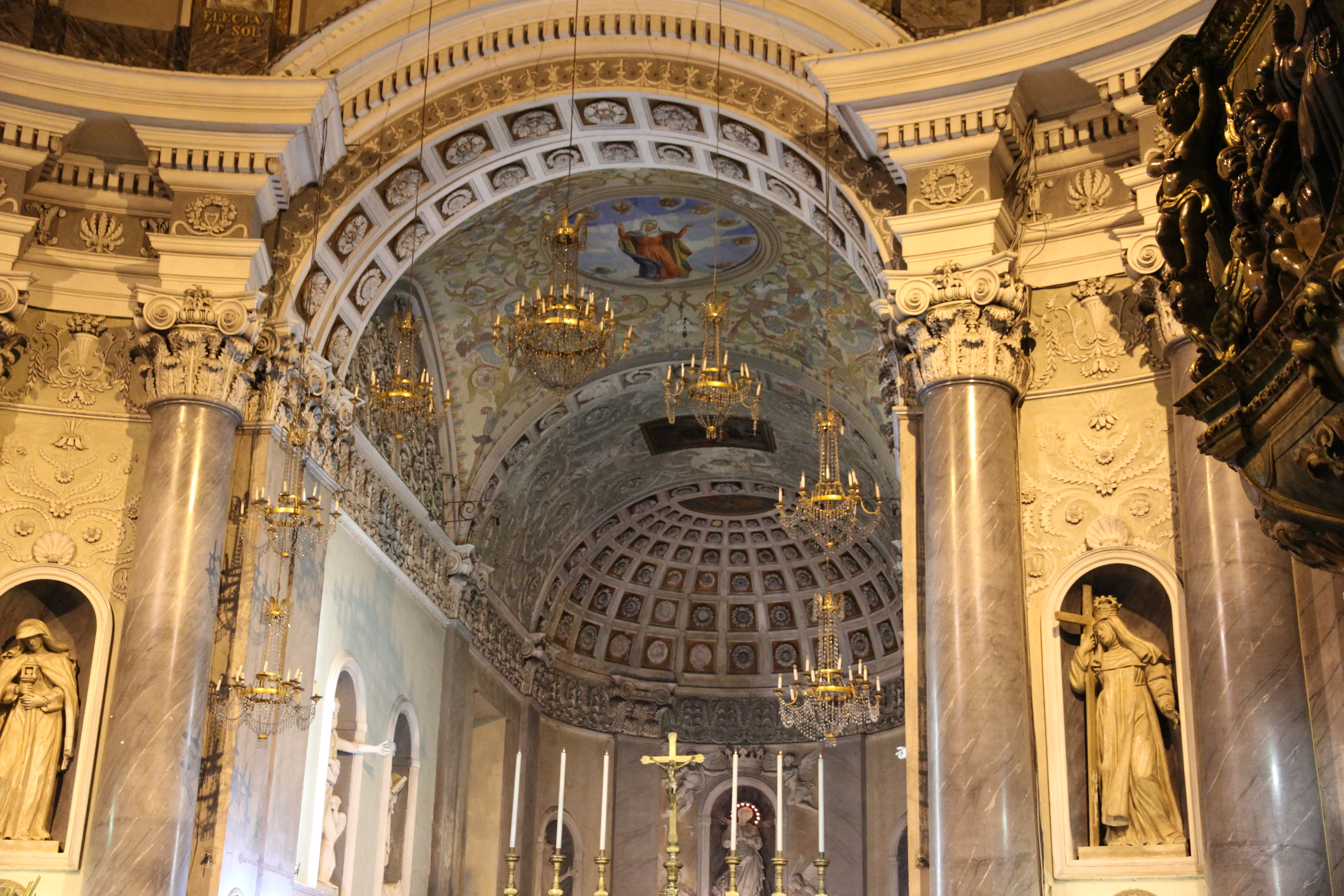
Фрагмент интерьера церкви Санта-Мария-ди-Бетлем

- Церковь Санта-Мария-ди-Бетлем, XII—XIX в. Фасад в романо-ломбардском стиле с двускатной крышей, порталом, розой, разделённый на три горизонтальные части, сохранился с XIII века. В 1829—1834 г.г. при перестройке церкви по проекту сардинского архитектора А. Кано появился эллиптический в плане трансепт, купол, внутренняя отделка, в которой сочетаются неоклассические и барочные элементы. В 1846 г. А. Керозу заменил существовавшую ранее восьмиугольную башню в стиле каталанской готики на нынешнюю цилиндрическую колокольню.
- Церковь Богородицы в Латте Дольче, XIII в[5] начала строиться в 1177—1190 г. в романском стиле из светлого известняка. От первоначального сооружения сохранились южная стена и северная стена с фризом в виде арочек, опирающихся на антропоморфные и зооморфные подставки. К XIV веку относится квадратная готическая апсида, которая немного уже единственного нефа и ниже его уровня. С XVI века церковь была заброшена; восстановлена после 1825 года. Значительно перестроена в 1954 г.

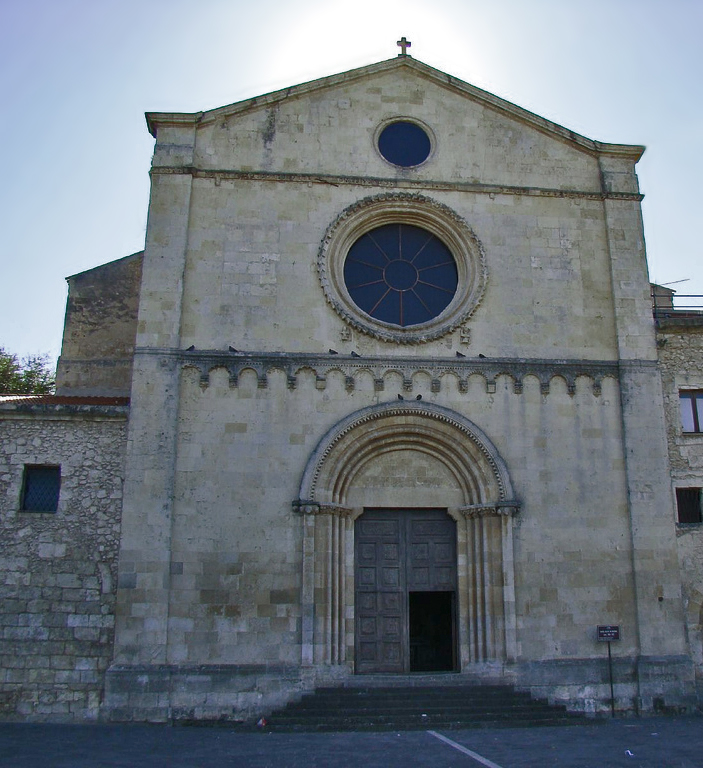
Фасад церкви Санта-Мария-ди-Бетлем

- Церковь Сан-Донато, XIII—XVII в. сохранила во внешнем облике первоначальные готические черты. В XVII веке была значительно расширена. Интерьер — однонефный, по четыре боковых капеллы с каждой стороны. с резными деревянными алтарями XVI—XVII в.
- Церковь Сант-Агостино, XVI—XVII в.
- Церковь Сан-Джакомо, XVI—XVII в.
- церковь Санта-Катерина, 1579—1609 г.г. — построена иезуитами по проекту Д. М. Бернардони и Д. де Розиса. В ней сочетаются черты архитектуры Возрождения и поздней готики. Фасад с пилястрами разделён по горизонтали на две части и увенчан криволинейным тимпаном. На нём имеются портал и три окна, увенчанные треугольными фронтонами, а также гербы ордена иезуитов и архиепископа А. де Лорка. Купол на восьмиугольном барабане. Внутреннее убранство в основном, сохранилось в первоначальном виде. Можно отметить живописный цикл фламандца Й. Билевельта, работавшего в Сассари в 1622—1652 г.г. Фрагмент интерьера церкви Санта-Катерина

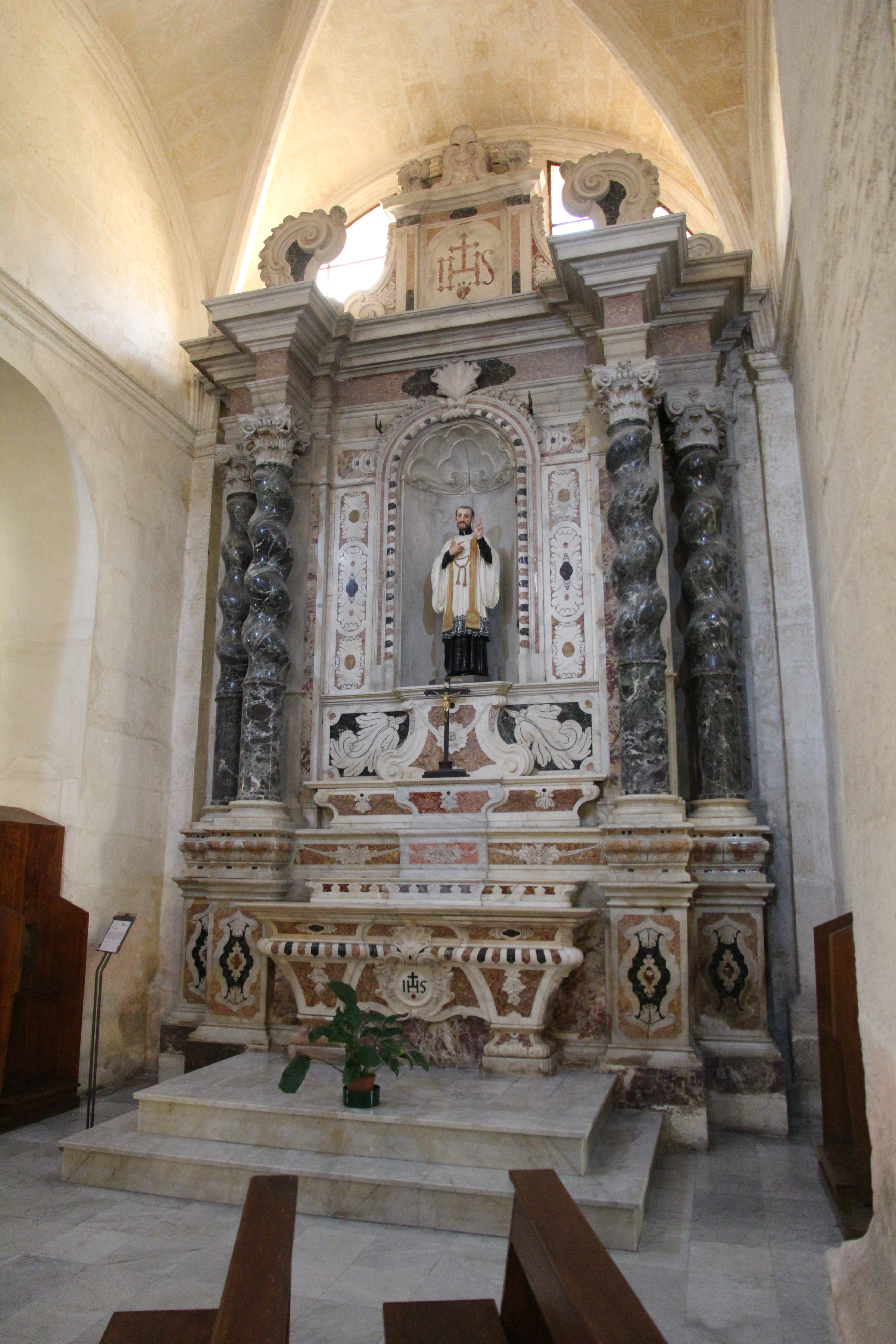
Фрагмент интерьера церкви Санта-Катерина

- церковь Богородицы Розария, XVII в.
- церковь Сан-Микеле, XVII в.
- кармелитский монастырь с церковью, XVII—XVIII в.
- монастырь и церковь монахинь-капуцинок, 1673—1695 г.г.
- церковь Сант-Андреа 2-й половины XVII в. в стиле позднего барокко была построена на пожертвования врача корсиканского происхождения В. Гуидони и служила центром сбора живших на ул. Корси выходцев с Корсики. Фасад церкви разделён по горизонтали карнизом на две части, завершается тремя вертикальными выступами, увенчанными треугольными фронтонами и соединёнными спиральными завитками. Под центральным фронтоном находится трёхчастное венецианское окно, под боковыми — маленькие колоколенки. Интерьер однонефный, по две боковые капеллы с каждой стороны. Алтари из расписной лепнины обрамлены с боков тёмными витыми колоннами.
- церковь Сант-Антонио-Абате, 1700—1707 г.
- церковь Сан-Систо, XIX в.
- базилика Святого сердца, построена в 1943—1952 г. миланским архитектором А. Аннони в стиле итальянского рационализма. Имеет прямоугольный фасад с высокой трёхъярусной колокольней в центре. Внутренняя отделка в виде фресок, алтарной живописи, витражей и мозаик выполнена в 1960—1968 г. художником из Сассари К. Спада. В ранг базилики возведена в 1980 г.

### Гражданская архитектура

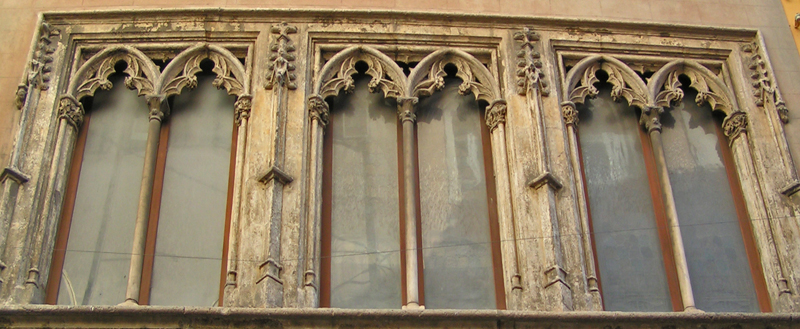
Окна палау Монтаньян.

- Палау Монтаньян — каза Гуарино в стиле каталанской готики, XV век.
- Палаццо Узини на пл. Тола, XVI в. — образец жилой архитектуры Возрождения. Мощный портал и архитравы над окнами отделаны рустикой, по бокам портала — два герба дворянского рода Манка, владельцев Узини. Третий этаж надстроен в XVIII в. Сейчас это здание занимает городская библиотека.
- Главное здание Университета Сассари начало строиться в 1611 г. как колледж иезуитов. В центре находится двор-клуатр, вокруг расположены аудитории. В заднюю часть здания встроены фрагменты средневековой городской стены с круглой башней. Фасад приобрёл свой нынешний вид в 1927 г. В зале рукописей университетской библиотеки хранятся важнейшие документы, определяющие историю Сардинии, в том числе кодекс монастыря Святого Петра в Силки и два экземпляра «сассарских статутов»: один — на латыни, другой — на сардинском языке.

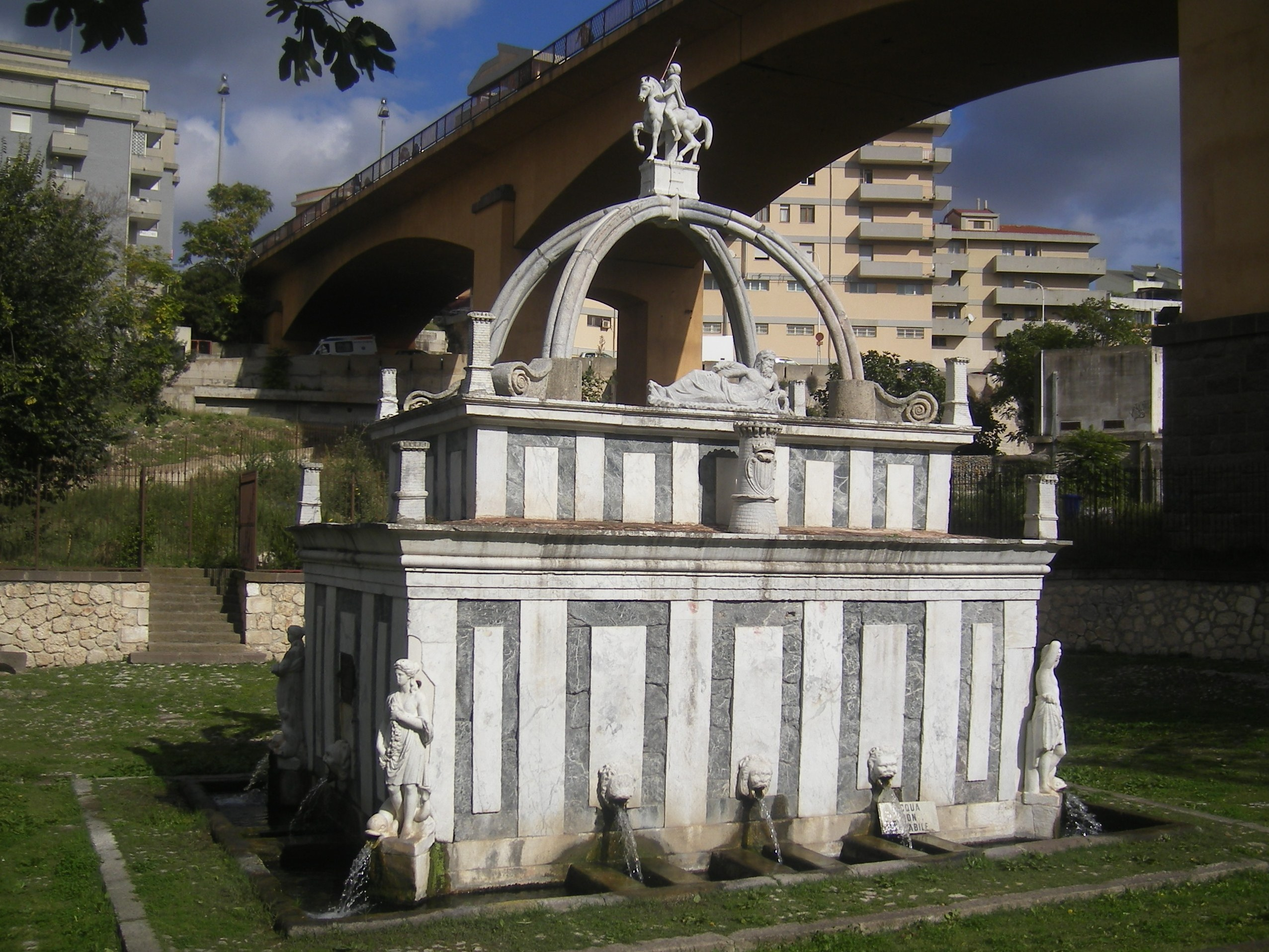
Фонтан Розелло.

- Фонтан Розелло, сооружённый в 1603—1606 г. мастерами из Генуи в стиле позднего Возрождения, символизирует скоротечность времен. Состоит из двух параллелепипедных блоков; по углам нижнего из них находятся скульптурные изображения четырёх времен года, двенадцать струй воды вытекают из львиных и дельфиньих голов, на верхнем блоке с южной стороны возлежит фигура водного божества. Сооружение увенчано конной статуей св. Гавина на вершине двух перекрещивающихся арок.
- Дом иезуитов, примыкающий к церкви св. Екатерины, был построен к 1611 г. группой архитекторов-иезуитов как жилое и учебное здание для членов ордена и студентов семинарии. Ныне здесь — картинная галерея «Муз’а».
- Палаццо Морос и Молинос,XVII в.
- Здание зернохранилища состоит из двух одинаковых двухэтажных корпусов с двускатной крышей, соединённых по длинной стороне и построенных соответственно в 1597—1598 и 1607—1608 г.г. До 1833 г. служило для хранения стратегического запаса зерна, закупаемого городским правительством. Нижний этаж состоит из трёх соединяющихся залов с цилиндрическими сводами, потолок верхнего этажа — из деревянных балок, поддерживаемых большими круглыми арками. С 2000 г. здание используется как выставочный зал.Палаццо Джордано. 1878 г.

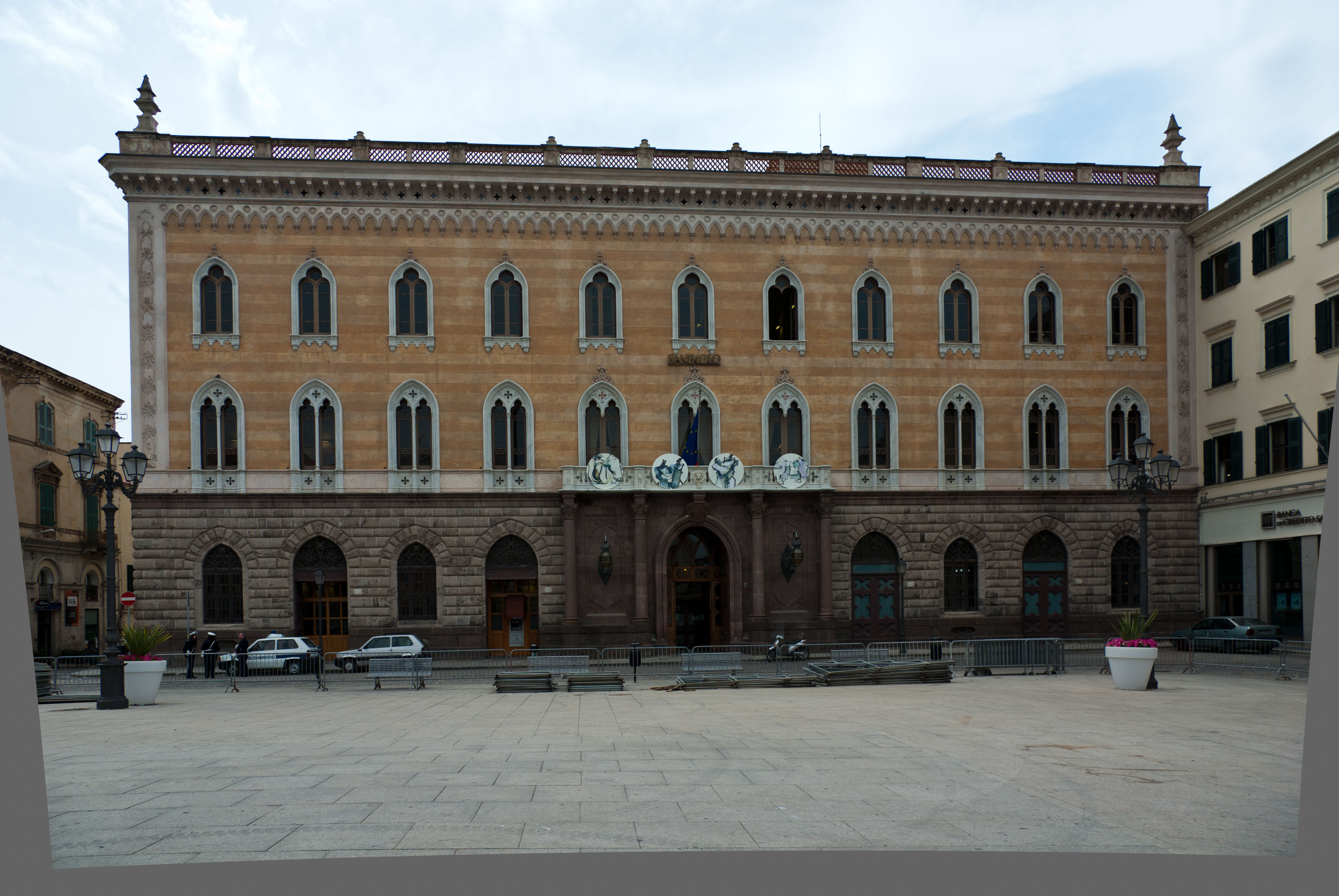
Палаццо Джордано. 1878 г.

- Палаццо Сан-Себастьяно, начало XIX в.
- Палаццо маркизов Сан-Сатурнино, 1847 г.
- Палаццо дукале — особняк герцогов Азинарского и Валломброзского, построен в 1775—1805 г.г. группой мастеров под руководством пьемонтского архитектора К. Валино. Трёхэтажное здание из местного известняка с внутренним двором, с фасадом, разделённым междуэтажными карнизами, с окнами различного размера, украшенными фронтонами разной формы. В 1908 г. над центральным порталом был сделан балкон. Центральный холл — сложной формы, украшен гербами и бюстами. Теперь в здании размещается городская администрация.
- Неоклассическое здание городского театра построено в 1826—1829 г.г. по проекту Д. Коминотти для размещения городской администрации. Внутри имеется подковообразный театральный зал с четырьмя ярусами лож. Здание оказалось не очень удобным для размещения чиновников, поэтому в 1875 году администрация переехала в палаццо Узини, затем в 1900 г. — в палаццо Дукале, а данный палаццо с тех пор служит городским театром.

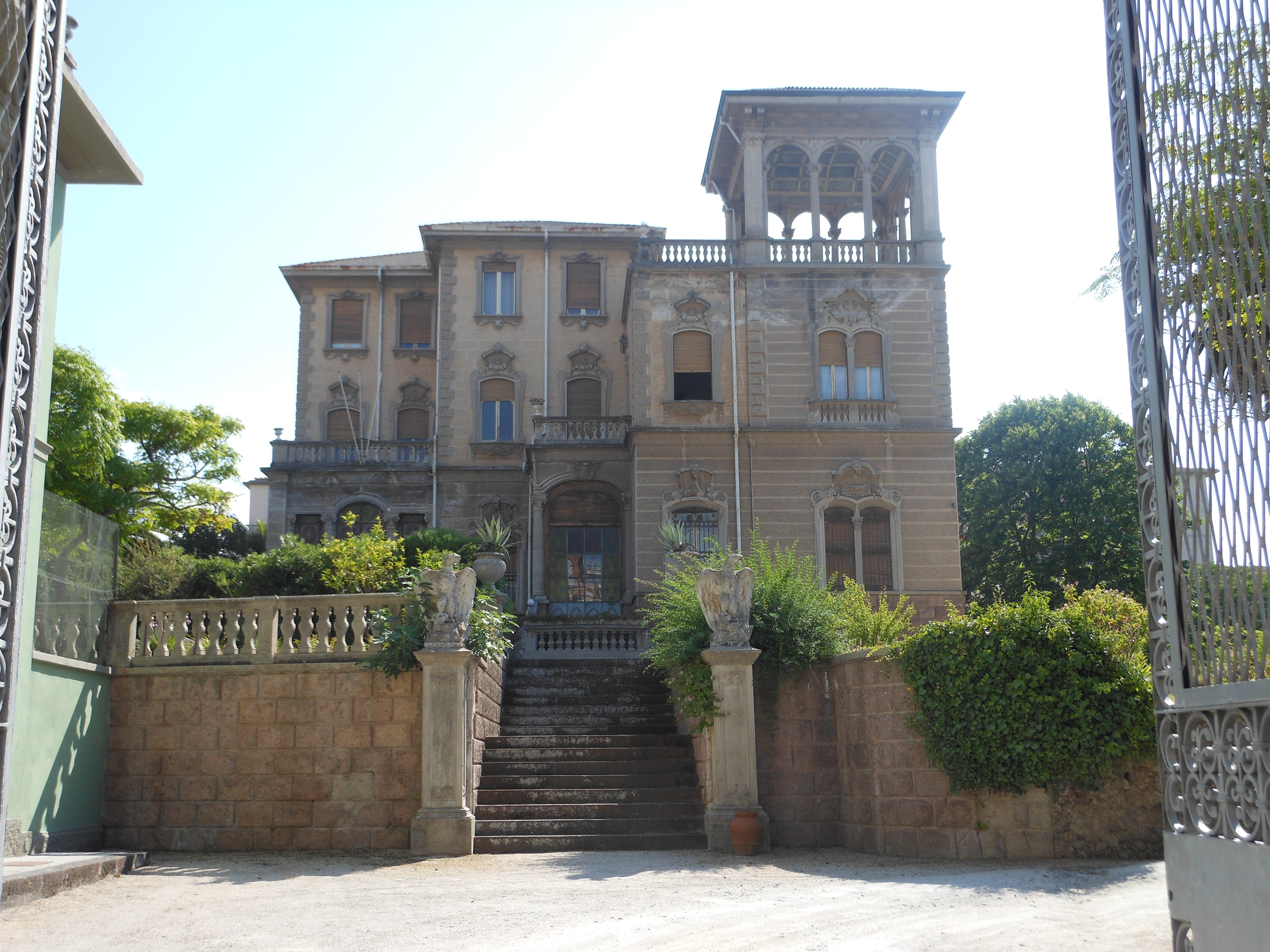
Вилла «Мимоза».

- Палаццо Провинции на пл. Италии[6] был построен в 1872—1876 г.г. по проекту Е. Сирони в рамках принятого сразу после объединения Италии плана создания провинциальных администраций. В нём размещаются служебные кабинеты чиновников, парадные залы, а также жилые покои префекта. Зал заседаний украшен фресками художника-вериста Д. Шюти на сюжеты из итальянской истории. Памятник Виктору-Эммануилу II перед зданием выполнен по проекту Д. Сарторио в конце XIX в.
- Неоготический палаццо Джордано на пл. Италии, 1878 г., управление банка «Сардкредит».
- Палаццо Кугурра в стиле модерн на виа Рома. 1890 г.
- Вилла «Мимоза» в стиле модерн на ул. 4 ноября, построенная по проекту А. А. Мелиа ди Сант’Элиа в 1911—1913 г.г.
- Павильон ремёсел им. Е. Таволара в городском саду, построен в 1956 г. по проекту У. Бадаса в стиле неолиберти как выставочный зал ассоциации сардинских ремесленников. Интерьер украшен скульптурой и барельефами работы Е. Таволара. Во дворе — керамический фонтан и скульптурные композиции работы Д. Силеккья.

### Военная архитектура
- Фрагменты стены, возведённой в XIII веке по периметру средневекового города, с шестью сохранившимися башнями.
- Подземные этажи Сассарской крепости, построенной в XIV веке и снесённой в 1877 году, обнаруженные на площади Кастелло при археологических раскопках 2008—2011 г.г.

### Сады и парки
- Городской сад, разбитый в 1870-х годах, с фонтанами «Святой Франциск» и «Четыре времени года».
- Парк Монсеррат, возникший в XVII—XIX веках как парк при дворянской усадьбе, с неоготическими павильонами и бассейнами.
- Парк Баддимана — сосновая роща с памятником бойцам мотострелковой бригады «Сассари» и эстрадой.

### Музеи

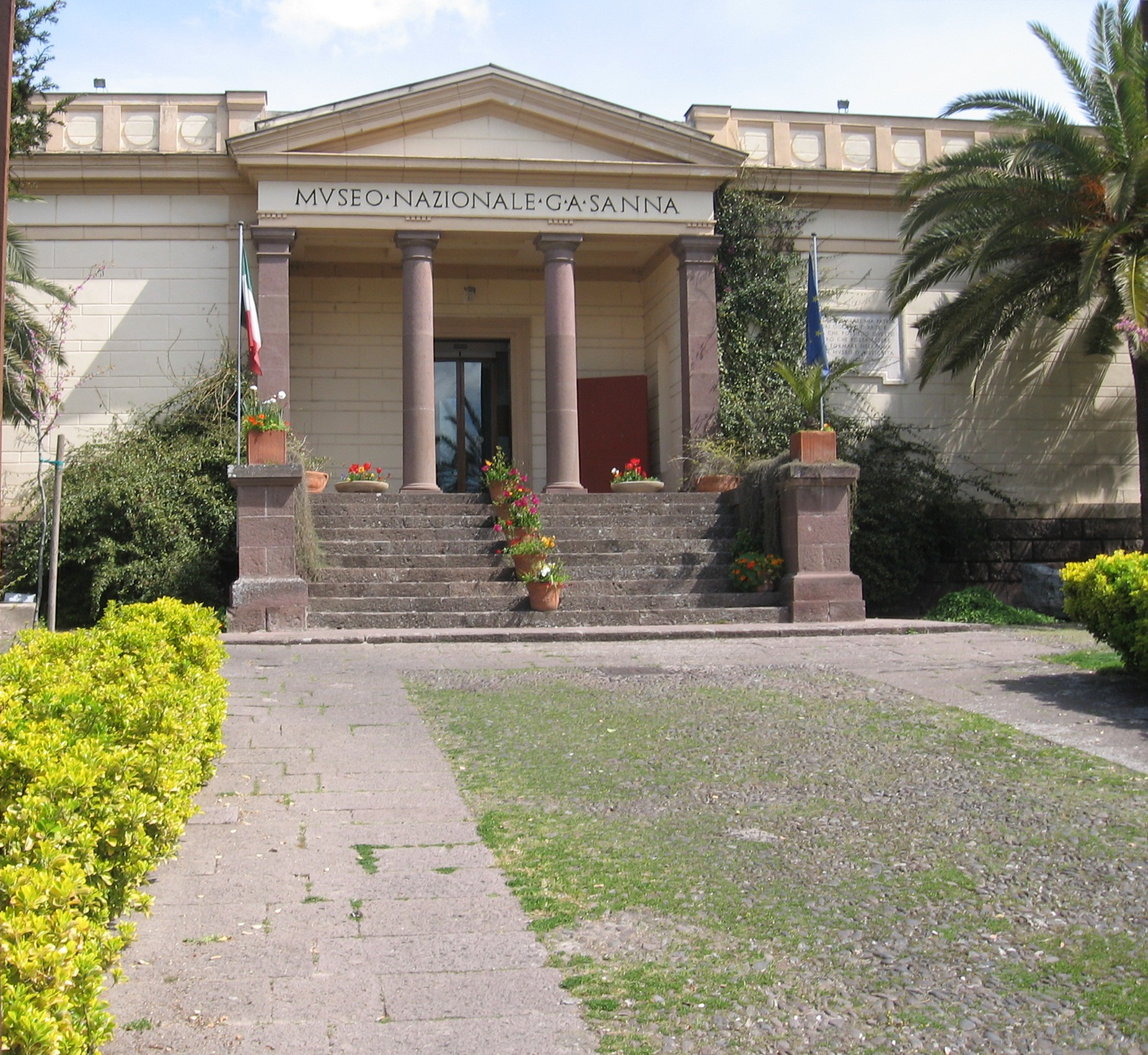
Археологический музей им. Д. А. Санна

- Национальный археологический музей им. Д. А. Санна[7]
- Картинная галерея «Муз’а»[8]
- Этнографический музей им. Ф. Банде[9]
- Музей истории мотострелковой бригады «Сассари»[10]
- Музей науки и техники Университета г. Сассари[11], объединяющий анатомическую, зоологическую, энтомологическую, ботаническую, сельскохозяйственную, геолого-минералогическую, физическую экспозиции, хранящиеся в помещениях соответствующих факультетов Университета.

## Население
Численность населения

### Национальный состав
На 31 декабря 2010 в Сассари проживало 2709 иностранных граждан, что составляло около 2% населения коммуны. К 31 декабря 2020 количество иностранных граждан возросло до 4802, что составляет около 4% населения. 
Из них:
- Сенегал — 862
- Румыния — 734
- Китай — 492
- Нигерия — 459
- Украина — 256[14].

Высок процент иностранцев, занятых индивидуальным трудом — 20,2% против 7% в среднем по стране, что выводит Сассари и всю Сардинию на первое место среди регионов Италии по занятию иммигрантов предпринимательством. Они заняты, главным образом, в гостиничном деле, услугах для предприятий, строительстве, торговле и транспорте.

## Культура

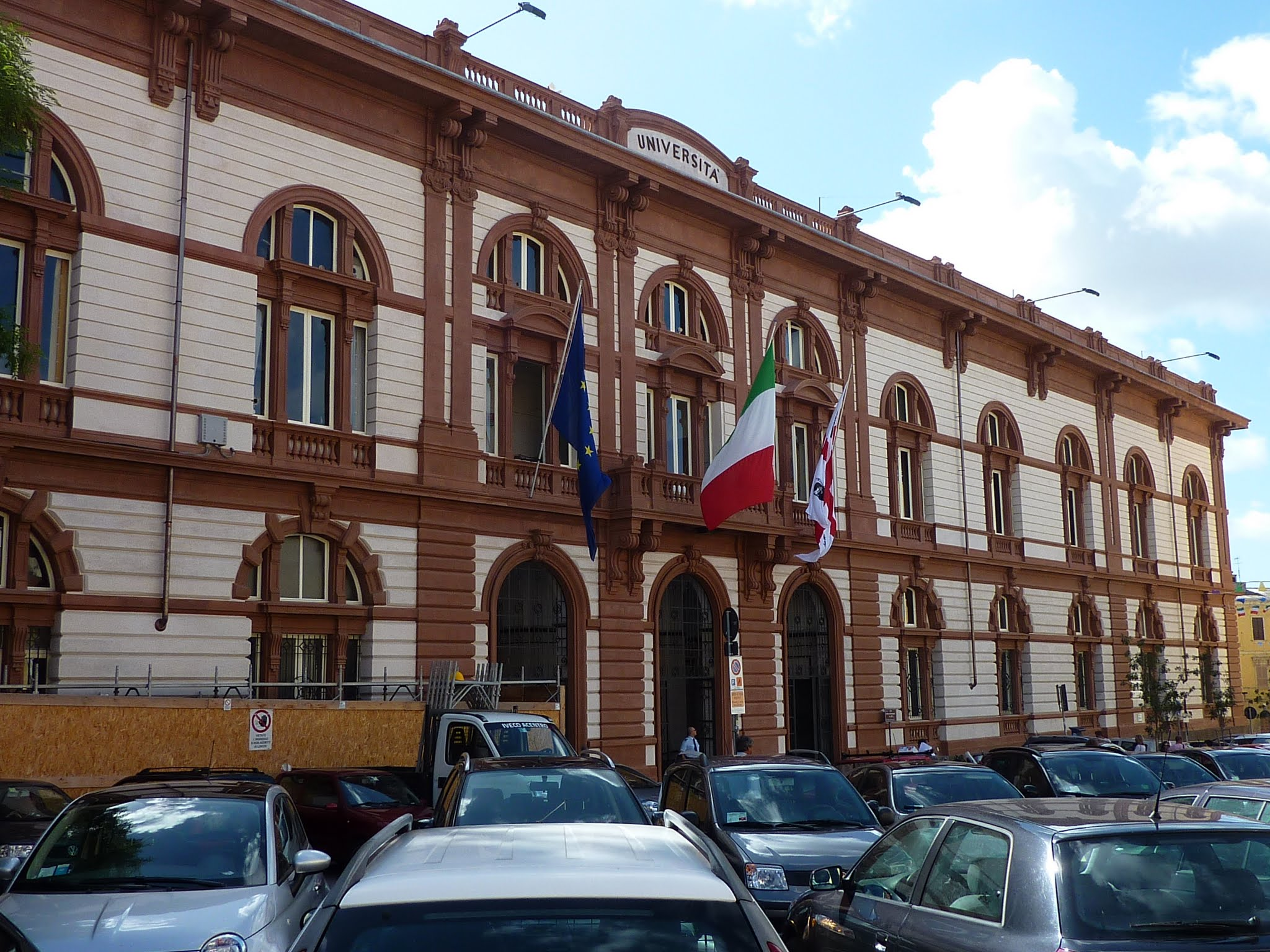
Главное здание университета Сассари

### Высшие учебные заведения
В Сассари находятся университет, отметивший в 2012 году 450 лет со дня основания, Академия художеств им. М. Сирони, Консерватория им. Луиджи Канепа.

### Средства массовой информации
В Сассари выпускаются: газета «Ла нуова Сарденья» — с 1891 г., журнал «Иль сассарезе» — с 1973 г., газеты объявлений; работают местные отделения общенациональной телекомпании RAI и сардинских телекомпаний «Видеолина», «Чинквестелле Сарденья». 

### Фестивали
С 2006 г. в Сассари проводится Сардинский фестиваль короткометражных и документальных фильмов. С 2007 года существует литературный фестиваль «Октябрь поэзии», на котором присуждается «Международная литературная премия города Сассари».

### Театры и кинотеатры

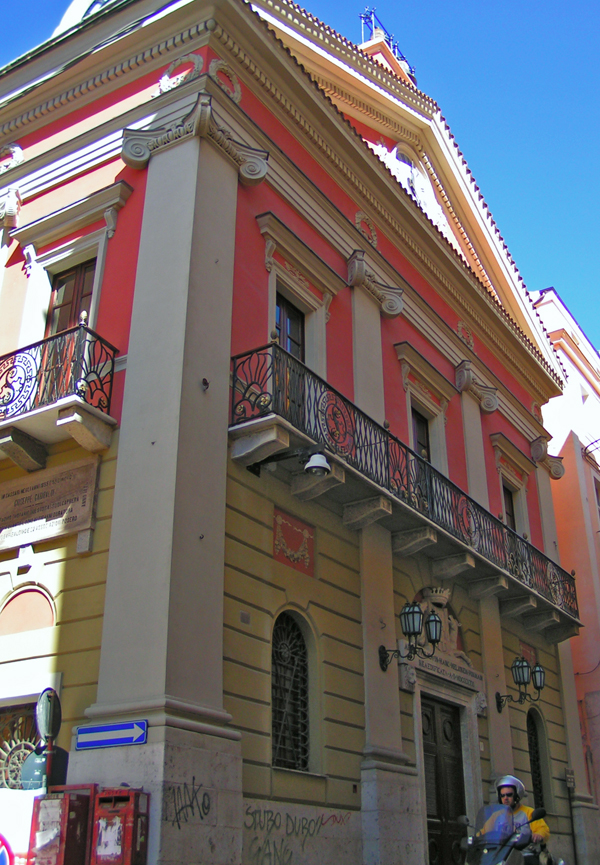
Городской театр

На существующих театральных площадках: городской театр, железнодорожный театр, кинотеатр им. Д. Верди, Изумрудный театр, новый городской концертный зал, открытый в 2012 году, — выступают гастролирующие и местные артисты и коллективы. Из местных коллективов можно упомянуть детский театр «Бочка и цилиндр», концертную организацию им. Мариализы де Каролис, джазовый оркестр Сардинии.
В городе имеются три кинотеатра. 

### Городские праздники

#### Шествие кандельеров

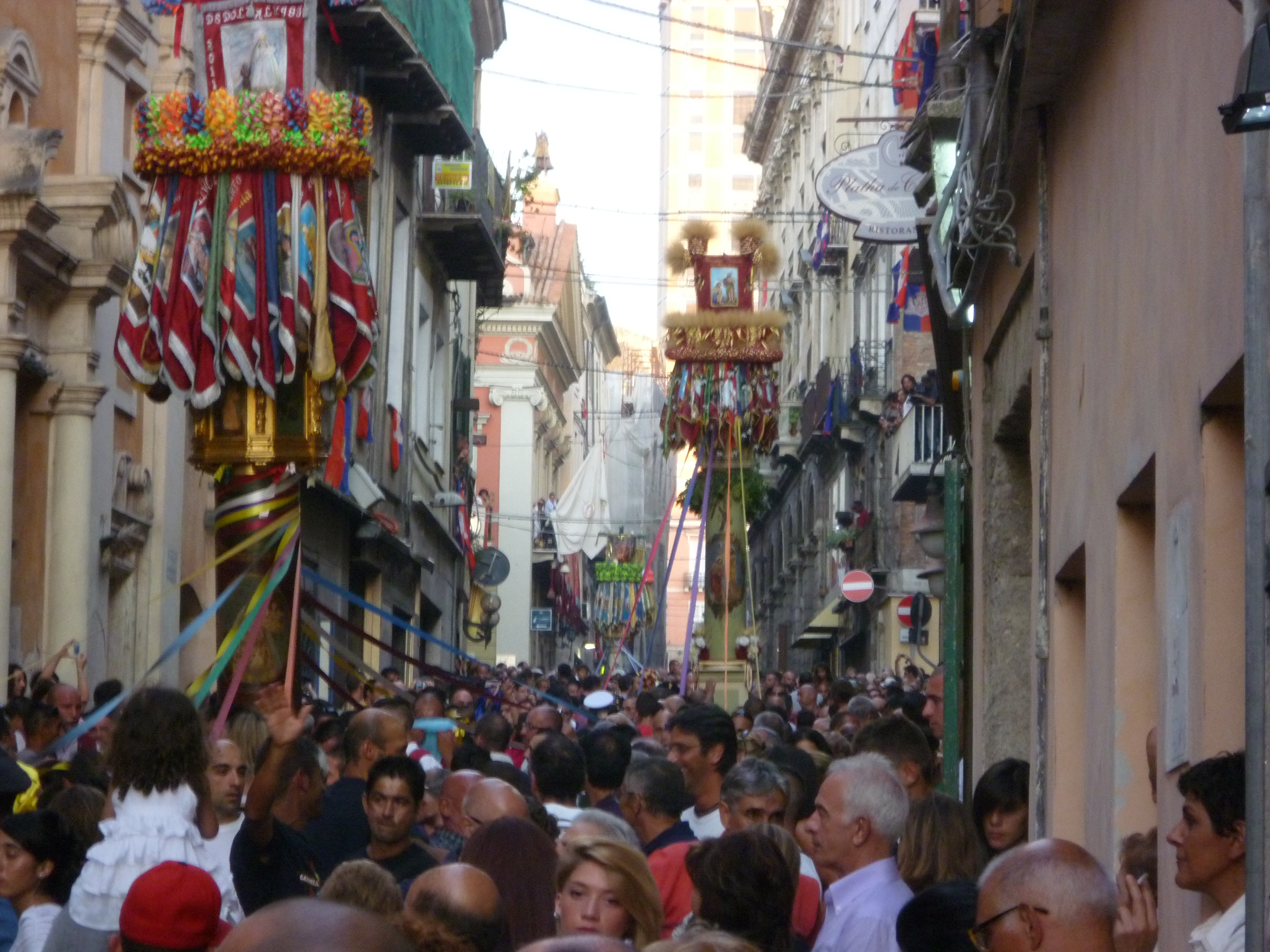
Шествие кандельеров

14 августа, в вечер накануне праздника Феррагосто — Вознесения Богородицы, по городу проходит процессия кандельеров, то есть свеченосцев. Традиция его восходит к XVI веку, к обету благодарения за окончание эпидемии чумы. Представители средневековых профессиональных гильдий — кузнецов, каменщиков, сапожников, огородников и др., — в исторических костюмах, под аккомпанемент барабанов, пританцовывая, несут по улицам города от площади Кастелло к церкви Санта-Мария-ди-Бетлем символические свечи — разнообразно украшенные расписные деревянные колонны. В шествии участвуют городские оркестры и жители.

#### Кавальката сарда
В предпоследнее воскресение мая в Сассари проходит кавальката сарда — парад фольклорных групп из разных областей Сардинии — пеших, конных и на украшенных цветами повозках. Участники представляют свои национальные костюмы, украшения, музыку. Во второй половине дня на ипподроме проходят скачки и соревнования по конной выездке. Праздник сопровождается ярмаркой и заканчивается поздно вечером исполнением сардинских народных песен и танцев под аккомпанемент аккордеонов и тройных дудочек-лаунедд на площади Италии.

#### Праздник обета
Процессия верующих, проходящая в последнее воскресение мая от собора св. Николая до церкви Сан-Пьетро в Силки во исполнение обета, данного архиепископом Сассари А. Мадзотти в дни Второй мировой войны, когда первая бомба попала в здание вокзала. Архиепископ молился о прекращении бомбардировок и обещал, что каждый год в этот день будет проходить шествие. Сассари действительно больше не бомбили.

## Гастрономия
В кухне Сассари главенствуют местные овощи — баклажаны, лук, бобы, помидоры, артишоки, картофель и др. Из них готовят густые мясные и овощные супы, закуски, тушат на гарнир к мясу. Из макаронных изделий можно отметить джиджони — галушки с колбасной подливкой. Вторые блюда обычно готовятся из свинины, баранины или телятины; очень широко используются потроха. Часто готовят из улиток различных видов и размеров: тушат, фаршируют, подают под различными соусами. Из рыбных блюд можно упомянуть сардины на углях. Типичным заимствованным блюдом являются пришедшие из Генуи файне — лепёшки из нутовой муки.

## Экономика

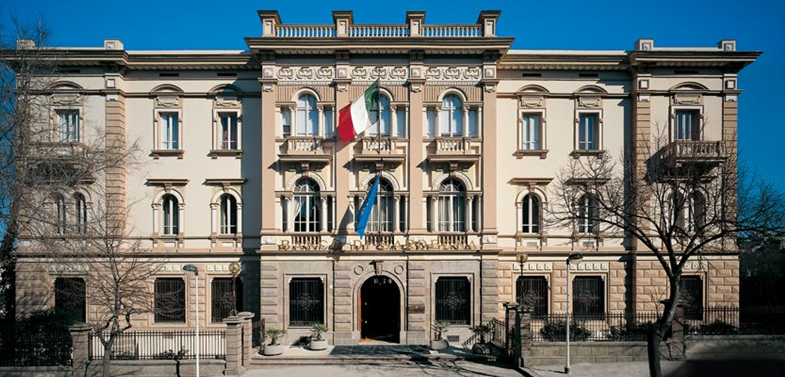
Штаб-квартира Банка Сардинии

Экономика города основана на развитом третичном секторе — сфере услуг, розничной торговле и административном управлении северной частью Сардинии. Крупные промышленные предприятия, такие как теплоэлектростанция,
принадлежащая немецкой компании E.ON, расположены в промзоне «Фьюме Санто», а многочисленные малые и средние предприятия — в промышленных зонах «Предда Ньедда», Мурос и в новой промзоне в Трунку Реале, находящейся недалеко от нефтехимического комплекса Порто-Торреса. Значительную роль в экономике играет банковский сектор: в Сассари находятся штаб-квартиры главных банков региона — Банка Сардинии, Банка Сассари и «Сардализинг».
Вокруг города работают традиционные сельскохозяйственные предприятия, производящие оливковое масло, фрукты и овощи, вино, сыр, текстиль.
В Сассари расположены многие научно-исследовательские учреждения: на базе Университета, под эгидой Национального научно-исследовательского Совета (CNR), Институт экспериментальной зоопрофилактики Сардинии, Аграрно-метеорологическая служба Сардинии, региональное Агентство по охране окружающей среды, Институт зоотехники и сыроваренной промышленности, исследовательский институт Конфедерации торговли, а также организации местного значения.
Количество работающих в Сассари предприятий:

| Год  | Сельское хозяйство и рыболовство | Добыча минералов | Промышленность | Энергетика и водоснабжение | Строительство | Торговля | Гостиницы и рестораны | Транспорт и связь | Сфера услуг | Прочие | Итого |
| ---- | -------------------------------- | ---------------- | -------------- | -------------------------- | ------------- | -------- | --------------------- | ----------------- | ----------- | ------ | ----- |
| 2010 | 971                              | 7                | 824            | 22                         | 1705          | 3844     | 761                   | 720               | 2099        | 14     | 10967 |
| 2006 | 1023                             | 8                | 1087           | 4                          | 1505          | 3757     | 534                   | 470               | 2022        | 20     | 10430 |

## Инфраструктура и транспорт

### Дорожная сеть
Федеральная автодорога ss131 «Карл Феликс»   соединяет Сассари с Порто-Торресом и далее с центром и югом Сардинии, федеральная автодорога ss199  — через Монти с Ольбией, федеральная автодорога ss291  — с Альгеро, федеральная автодорога ss200  — через Сеннори и Сорзо с Кастельсардо, провинциальная автодорога 15M — с Иттири. Из Сассари в Ольбию через Темпьо-Паузания идёт также федеральная трасса ss127 , самый извилистый участок которой от Сассари до Бортиджадас спрямляет более новая федеральная автодорога ss672 . Рейсовые провинциальные и междугородные автобусы предприятия ARST связывают город Сассари с населёнными пунктами провинции и с другими городами Сардинии.

### Железнодорожный транспорт
Железнодорожными пассажирскими перевозками в Сассари занимаются два независимых оператора. Компания государственных железных дорог Италии «Ferrovie dello Stato» выполняет рейсы в Ольбию, Кальяри, Ористано, Порто-Торрес. Региональное транспортное предприятие Сардинии ARST осуществляет железнодорожные перевозки на небольшие (до 35 км) расстояния до Альгеро, Сорзо и Нульви по узкоколейным дорогам дизельными автомотрисами. Электрифицированных железных дорог на Сардинии нет.

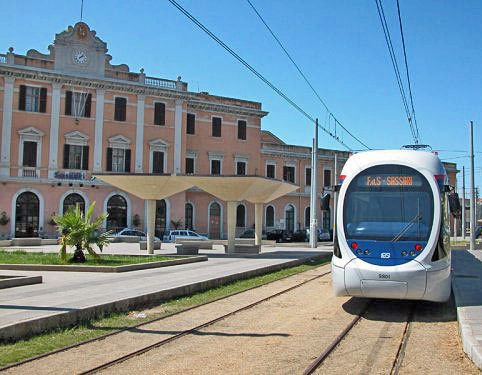
Трамвай перед железнодорожным вокзалом

### Порт
Ближайший пассажирский и торговый порт находится в Порто-Торресе на расстоянии 16 км от Сассари; из него выполняются регулярные рейсы в Геную, Чивитавеккью, Марсель, Барселону, Аяччо, Проприано.

### Аэропорты
Ближайшие аэропорты — «Фертилия» г. Альгеро — 30 км, «Коста Смеральда» г. Ольбия — 100 км.

### Городской транспорт
Пассажирские перевозки по Сассари осуществляет автопредприятие ATP, которое обслуживает 11 городских и 12 пригородных маршрутов.
С 2006 года функционирует трамвайная линия от Санта-Мария-ди-Пиза до площади Гарибальди.

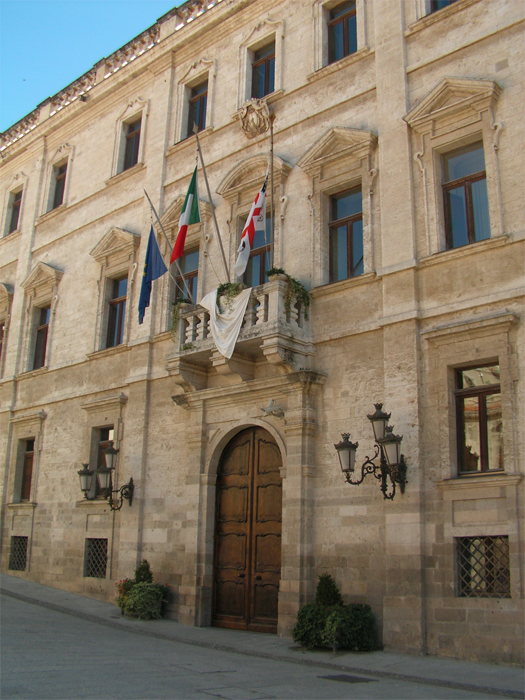
Палаццо дукале, здание городской администрации

## Администрация
Действующий мэр — Джан Витторио Кампус, избран 02 июля 2019 года как независимый кандидат.

### Консульства
- Франция
- Испания

### Города-побратимы
- Гориция с 1983 г.
- Тимишоара 1990 г.

## Спорт

### Ежегодные спортивные соревнования
- «Сассари-Кальяри» — мужская шоссейная велогонка, проходит в феврале, является этапом Европейского тура Международного союза велосипедистов, существовала с 1948 года по 1983 год, возобновлена в 2010 г. Победителем 2011 года стал россиянин Павел Брутт. В 2012 году гонка не проводилась по экономическим причинам.
- «Международный турнир города Сассари» по вольной и греко-римской борьбе.
- «Турнир города Сассари» и «Турнир озера Барац» по стрельбе из лука.
- «Кубок города Сассари по шахматам».

### Спортивные клубы
- Женский футбольный клуб «АСД Торрес»[26] — шестикратный чемпион Италии (1994,2000,2001,2010,2011,2012 годов), обладатель восьми кубков Италии и шести суперкубков Италии.
- Мужской клуб «Анмик Сассари» — шестикратный чемпион Италии (с 2000 по 2005 годы) по баскетболу на колясках.
- Женский гандбольный клуб «АСД ГК Сассари»[27] — шестикратный чемпион Италии (2003,2005,2006,2007,2008,2009 годов), обладатель шести кубков Италии и трёх суперкубков Италии.
- Мужской баскетбольный клуб «Динамо Сассари»[28] выступает в серии А чемпионата Италии с 2010 года, в сезоне 2014—2015 г. впервые стал чемпионом Италии.

### Спортивные сооружения

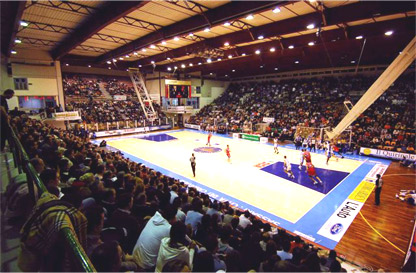
Дворец спорта им. Роберты Серрадиминьи

- Футбольный стадион им. Ванни Санна на 12000 мест
- Дворец спорта им. Роберты Серрадиминьи (баскетбол, бокс, фехтование, боевые искусства, тяжёлая атлетика, гимнастика)
- Легкоатлетический стадион им. Тонино Сидди
- Ипподром Пинна
- Теннисный корт им. А. Боццо
- Городской стадион им. Джиджи Сантору (гандбол, мини-футбол, баскетбол, волейбол)
- Городской стадион им. Луки Симула (баскетбол)
- Спортзал им. Пьерпаоло Перу (баскетбол)
- Спортзал им. Пьеро Кукку (гандбол)
- Спортзал Меридда (волейбол)
- Спортзал им. Сильвио Пеллико (волейбол)
- Спортивный центр им. Марио Канополи (боулинг, гандбол, мини-футбол)
- Футбольное поле с искусственным покрытием в Латте Дольче
- Футбольное поле с искусственным покрытием в Карбонацци
- Каток на ул. Рокфеллера (конькобежный спорт)
- Городской открытый бассейн в Ли Фангаццу
- Городской бассейн в Латте Дольче
- Стрелковый тир на ул. Пиранделло
- Спортивный центр на ул. Пиранделло (мини-футбол, баскетбол, волейбол, теннис)
- Спортивный центр в Сан-Джованни (футбол, баскетбол, теннис)
- Спортзал на ул Прати (дзюдо, карате, борьба, тяжёлая атлетика)
- Гольф-клуб
- Спортивный центр «Дубы» (плавание, теннис, мини-футбол)
- Центр спортивной стрельбы из лука

## Известные уроженцы
- Франческо Коссига (1928-2010) - президент Италии (1985-1992)